# 臺北市大同區蓬萊國民小學
25°03′24″N 121°30′55″E / 25.0566809°N 121.515292°E
臺北市大同區蓬萊國民小學，簡稱蓬萊國小，是一所位在臺北市大同區的市立國民小學。該小學的最初前身大稻埕公學校女子部成立於1898年。

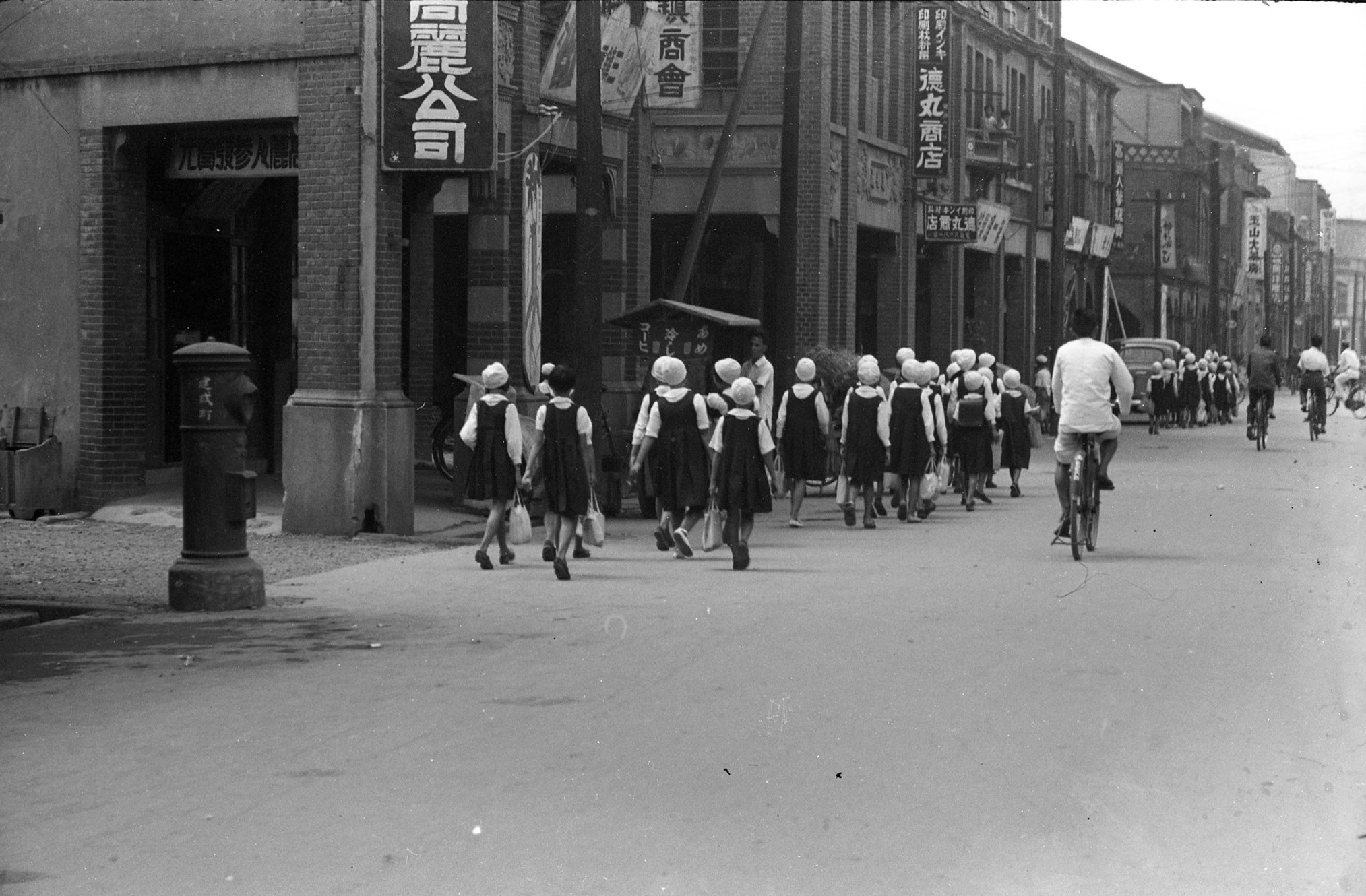
蓬萊國民學校學生行進於大稻埕街道，攝影於1940年代。

## 歷史

### 日治時期
1898年，「大稻埕公學校女子部」成立於大稻埕公學校內；成立之時，該部只有兩名學生。
1910年4月1日，「大稻埕公學校女子分校」(分教場)成立。
1911年4月1日，「大稻埕女子公學校」自大稻埕公學校獨立創校並舉行開校典禮，首位校長樺山岩見上任。
1922年，大稻埕女子公學校改名為「蓬萊公學校」。1926年4月，蓬萊公學校設置女子高等科。1928年4月，高等科第一屆畢業。
1941年4月，蓬萊公學校改名為「蓬萊國民學校」。

### 戰後時期
1945年11月19日，蓬萊國民學校開始接受祖國教育。1946年3月5日，蓬萊國民學校高等科廢止。1948年10月，禮堂重建落成。
1956年8月，蓬萊國民學校開始兼收男性學生。
1966年，校舍屋頂增設水塔。1968年，九年國民義務教育開始實施，校名更改為「臺北市建成區蓬萊國民小學」。1969年11月，校內增設牙科治療室。
1973年2月，成立兒童管樂隊；8月，成立兒童弦樂隊，並獲臺灣區民族舞蹈比賽第一名。1974年，在校內舉行臺北市國民小學健康教育觀摩會。1975年6月，全體師生奉獻興建總統蔣中正銅像一座落成；7月，於中山堂舉行第一次管弦樂演奏。
1976年3月26日，日本大阪府岸和田市立朝陽小学校親善訪問團前往校內參訪。
1984年，西面紅磚教室拆除。1985年，南邊紅磚教室拆除。1986年，行政大樓竣工並開始使用。1987年，專科教室竣工，北側紅磚教室及禮堂拆除。1988年，PU運動場竣工、幼稚園成立。
1990年，舉行建校八十年慶祝活動；3月12日，配合行政區域調整，更名為「臺北市大同區蓬萊國民小學」。

## 知名校友

### 蓬萊公學校時期
- 曾文惠
- 吳莊月娥[5]（臺北縣議會第3至8屆議員[6]）

### 蓬萊國民學校時期
- 李傳洪[5]（曾任台灣農林股份有限公司總經理，財團法人薇閣文教公益基金會董事長）

## 相關諺語
- 「太平公，蓬萊嬤[5][7]，日新係阮仔！」[8]

## 外部鏈結
- 官方网站
- 大稻埕女子公學校 - 大稻埕好站。 （页面存档备份，存于）
- 女子初等教育的推手 蓬萊公學校-臺灣女人 （页面存档备份，存于）
- 蓬萊國小校友會 （页面存档备份，存于）
- 戦前臺北市公学校名称変遷一覧